# Col·lecció de Carrosses Fúnebres
La Col·lecció de Carrosses Fúnebres mostra com era el ritual funerari a Barcelona des de finals del segle xviii fins als anys cinquanta del segle xx. Mitjançant un conjunt de 13 carrosses fúnebres, totes elles originals, 6 cotxes d'acompanyament i 3 cotxes fúnebres a motor, la col·lecció tracta l'aparició de les carrosses fúnebres, les quals van estar molt vinculades a l'evolució de la història de Barcelona, la seva funció, les diferents tipologies que existien, tots els ornaments que les guarnien i el gran protagonisme que tenien en el ritual funerari de l'època. Diferents exemples gràfics de grans enterraments de personatges il·lustres, com van ser entre d'altres el de Santiago Rusiñol, Enric Prat de la Riba i Enrique Tierno Galván, acompanyen l'exposició de carrosses fúnebres.
Dins del mateix espai, hi està ubicada la Biblioteca Funerària, amb un fons consultable especialitzat amb la mort i que tracta els rituals funeraris des de la prehistòria fins a l'actualitat.

## Història
Iniciada l'any 1970 pel senyor Cristóbal Torra, aleshores gerent de Pompes Fúnebres de Barcelona, la col·lecció va ser instal·lada al soterrani de l'edifici corporatiu del carrer Sancho d'Àvila de Barcelona. En aquesta ubicació hi va ser exposada i va servir principalment per mantenir i conservar les carrosses i els guarniments que les acompanyaven. L'any 2013 va ser traslladada a un nou espai del Cementiri de Montjuïc. Aquest nou emplaçament li ha donat un major protagonisme a la col·lecció i ha revaloritzat un patrimoni cultural representatiu de la societat barcelonina. Des del seu trasllat, les carrosses fúnebres s'han convertit en un actiu cultural més de la ciutat, participant de jornades com la Nit dels Museus, la Fira del Modernisme de Barcelona i Loop Barcelona, entre d'altres, i realitzant també visites i activitats per a escoles i associacions culturals.

## Carrosses fúnebres

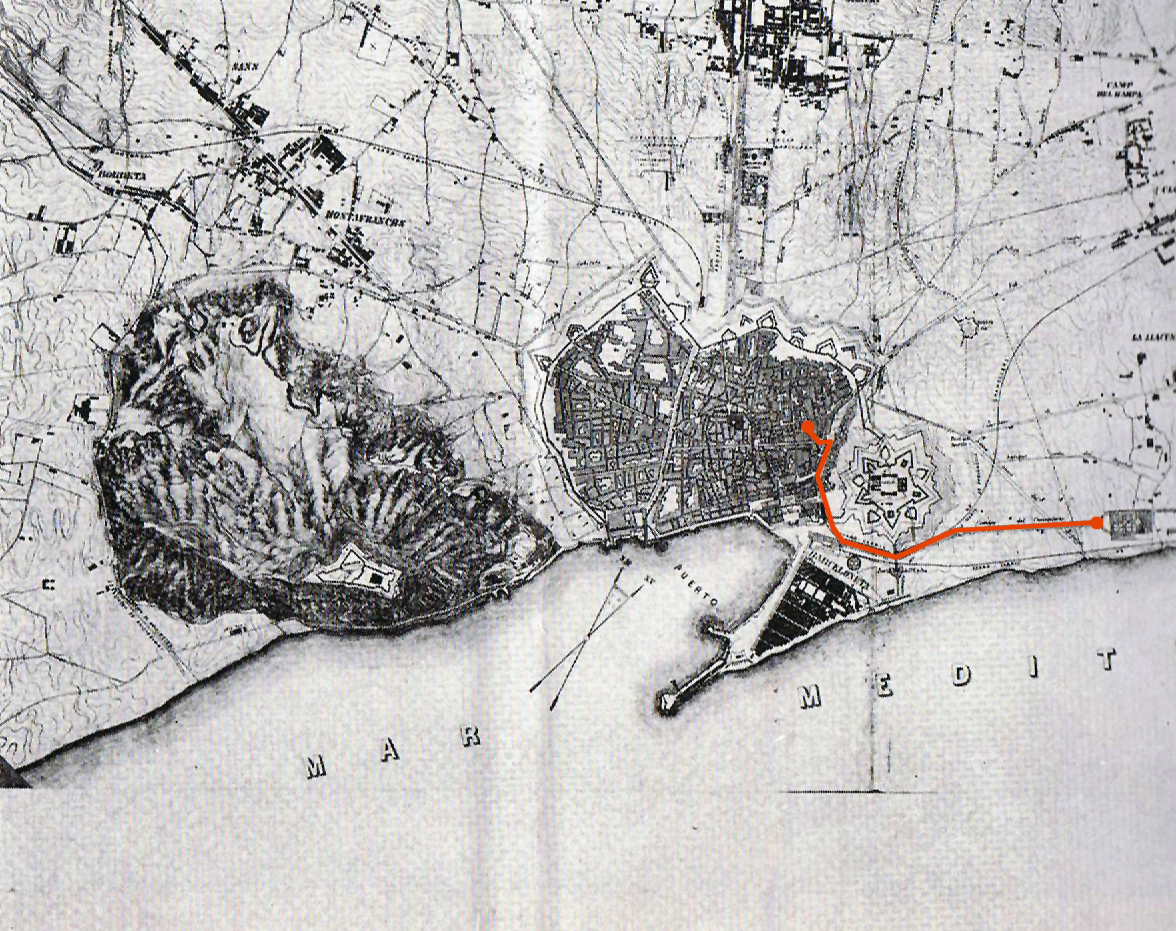
El recorregut de la primera carrossa fúnebre a Barcelona des de la parròquia de Sant Cugat del Rec fins al cementiri de Poblenou (1836)

Les carrosses fúnebres van aparèixer en un context en què les ciutats tingueren un fort creixement demogràfic arran de la Revolució Industrial. Un dels problemes que això comportà a les ciutats va ser la saturació dels fossars parroquials per acollir a nous difunts. Els fossars parroquials estaven molt a prop de les esglésies i sovint també dels habitatges, i això comportava un perill per la salut dels ciutadans, ja que aquests es van convertir ràpidament en els focus de les epidèmies constants que provocaven una alta mortalitat. Per decret reial, es van començar a clausurar a principis del segle xix a mesura que es construïen cementiris moderns fora de les muralles. Sovint, el trasllat dels difunts fins als cementiris era complex i feixuc per fer-ho a peu, és per això que van aparèixer les carrosses fúnebres. A Barcelona, l'alcalde Josep Marià de Cabanes va imposar la utilització de la carrossa fúnebre l'any 1836, i el primer seguici fúnebre va portar el difunt des de la parròquia de Sant Cugat del Rec, avui desapareguda, fins al cementiri del Poblenou, el primer recinte funerari modern de Barcelona. Aquest nou ritual funerari no va ser ben rebut inicialment, ja que s'allunyava molt del què marcava la tradició. A partir d'aquest moment, els difunts serien enterrats lluny de les parròquies, les quals donaven protecció divina als difunts, entès dins la mentalitat catòlica de la societat del moment, i el fèretre seria portat per animals, quan la tradició marcava que havien de ser els homes que a espatlles portessin el taüt com a gest d'estima i de respecte al difunt. No obstant això, el nou ritual funerari es va imposar i la carrossa fúnebre va passar a ser la gran protagonista dels enterraments, la qual va anar evolucionant segons la tècnica i els gustos de cada moment, representant també una mostra molt evident del nivell econòmic de la família o de la seva influència política. A Barcelona, la Casa de la Caritat va ser l'encarregada de gestionar el servei fúnebre. Finalment, amb l'entrada dels cotxes a motor a principis del segle xx, la carrossa fúnebre va caure en desús progressivament fins a la seva desaparició durant els anys 50 del segle xx.
Cotxes d'acompanyament

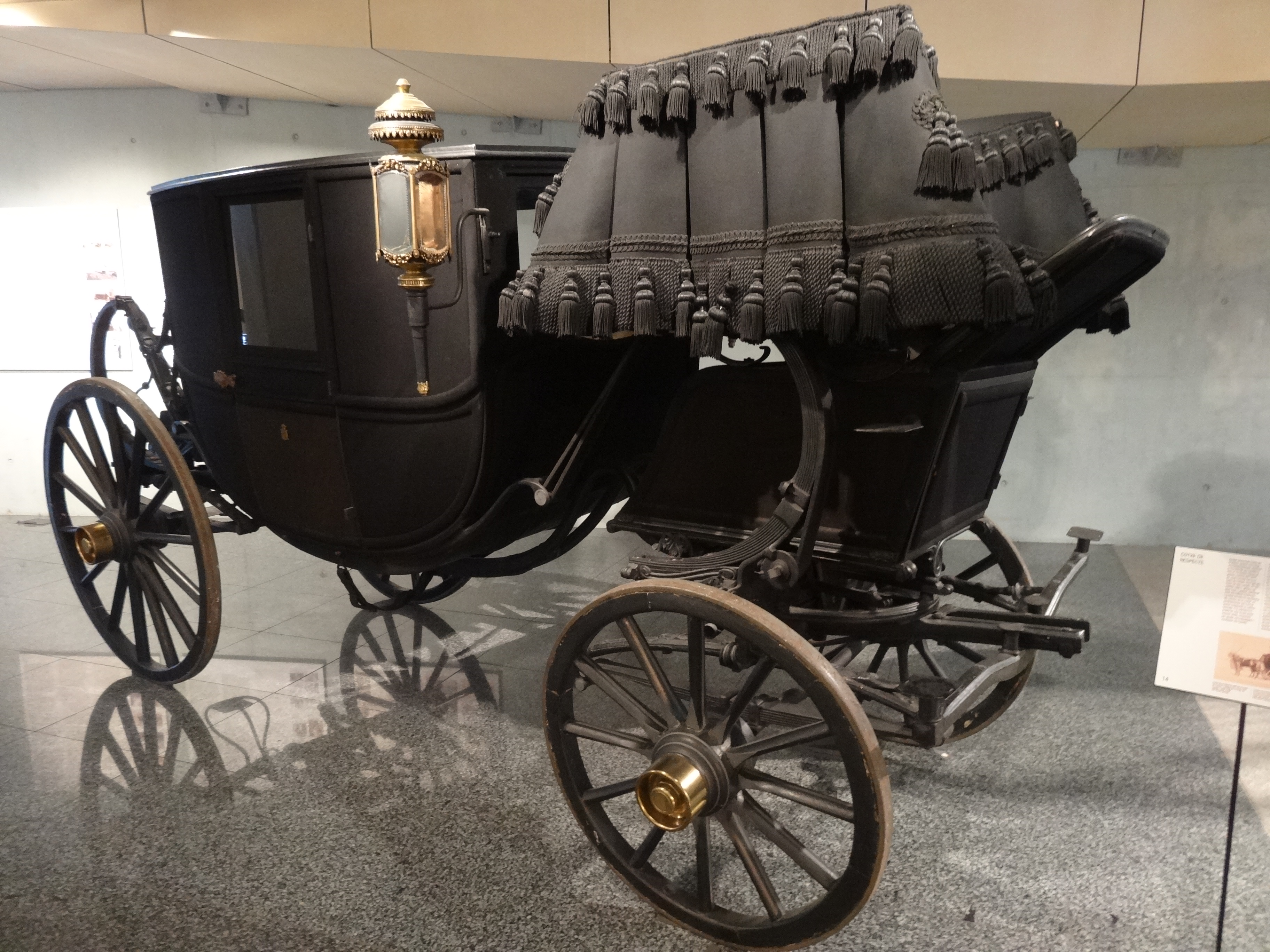
Cotxe de respecte

Els cotxes d'acompanyament eren vehicles que servien per portar els familiars i amics del difunt a l'església i posteriorment al cementiri. No obstant això, també s'utilitzaven per tota mena de funcions. El Cupè, vehicle petit i lleuger, servia com a taxi per fer curts trajectes. Per altra banda, les Berlines també eren utilitzades per fer llargs viatges pel confort i l'espai que donava als seus ocupants. D'altres, com el Landau, eren descapotables i d'un gran prestigi arreu d'Europa. I el més popular era el Faetó, també dit Òmnibus, un vehicle molt sòlit i pràctic d'origen anglès.
L'únic cotxe d'acompanyament que servia especialment pel ritual funerari i que es mostra a la col·lecció és el Cotxe de respecte. Conegut també com a Cotxe de la vídua, aquest carruatge d'acompanyament servia per portar els familiars més propers al difunt durant el seguici fúnebre. La mostra de dol en públic estava restringit als homes i les dones no participaven dels enterraments, per aquest fet la vídua havia de viatjar dins d'un Cotxe de respecte, on era complicat ser vista. Destaca la seva sobrietat i, alhora, el seu luxe i confort. Aquest vehicle ja figurava al primer catàleg de Josep Estrada de l'any 1876.
Cotxes fúnebres a motor

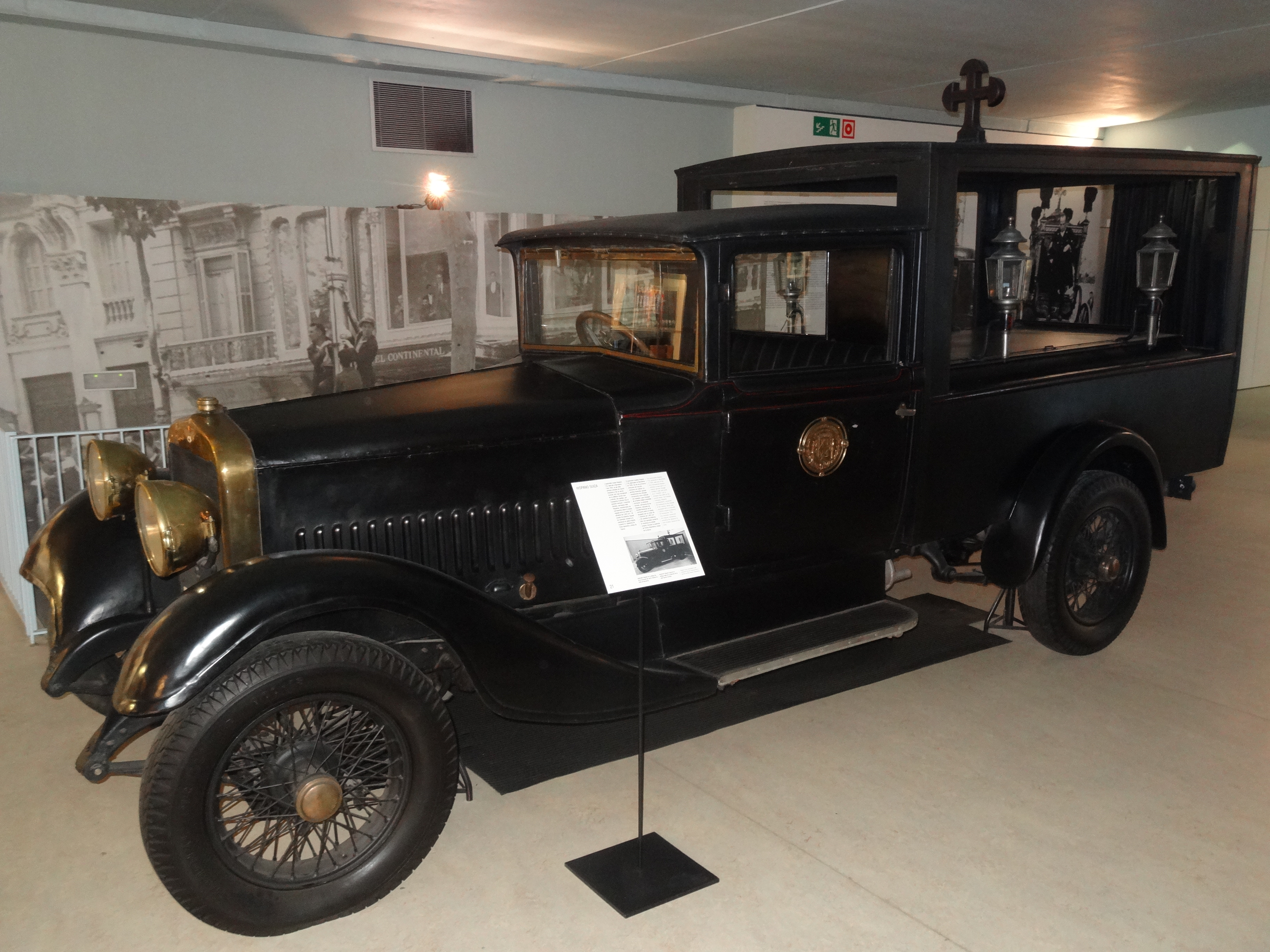
Hipano Suiza

A principis del segle xx van començar a aparèixer els primers cotxes a motor, i aquests també es van incloure en el ritual funerari. Durant les primeres dècades del segle xx, el cotxe a motor servia com a suport de la carrossa fúnebre, i habitualment, s'encarregava de dur el fèretre fins a la sala mortuòria o a casa del difunt. Posteriorment, era la carrossa fúnebre la que seguia portant el difunt fins a l'església i al cementiri, tal com marcava la tradició fins aquell moment. No va ser fins a la dècada dels anys cinquanta que el cotxe a motor es va imposar definitivament pel ritme que marcaven les ciutats modernes, el qual feia que la carrossa fúnebre ja no hi tingués cabuda.

## Biblioteca Funerària

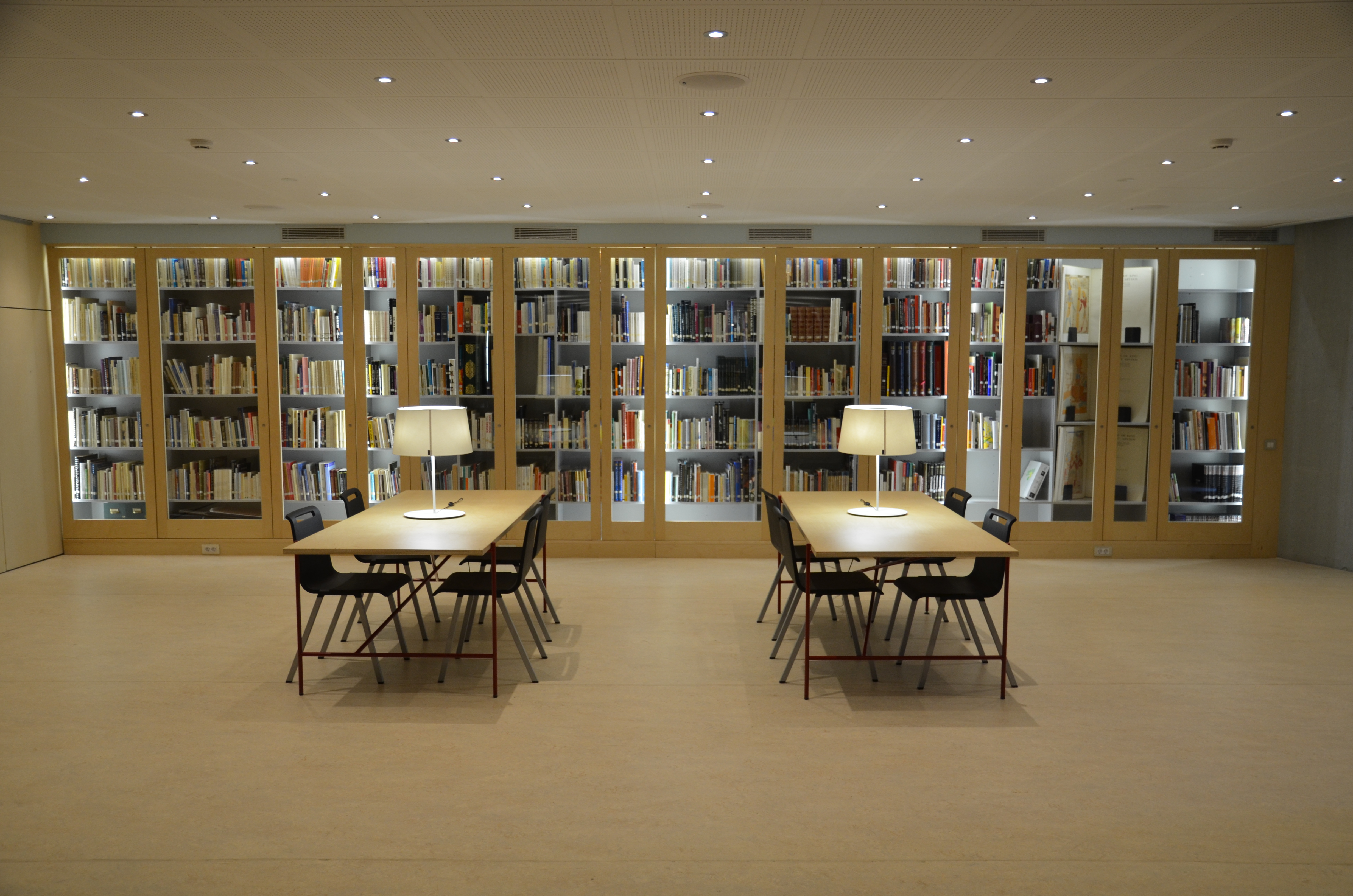
Biblioteca Funerària

La Biblioteca Funerària va ser fundada l'any 1986 amb l'objectiu de formar un fons bibliogràfic especialitzat en el tractament de la mort al llarg de la història de la humanitat. L'any 2013, juntament amb les carrosses, va ser traslladada al nou espai de la Col·lecció de Carrosses Fúnebres, on s'hi poden consultar els llibres en una sala habilitada.
Des del primer moment la biblioteca va ser liderada per Manel Hernández, arqueòleg i egiptòleg especialitzat en els rituals funeraris. Avui dia, la Biblioteca recull llibres que tracten la mort des de la Prehistòria fins a l'actualitat. Es poden trobar llibres de diferents civilitzacions rellevants que hi ha hagut al llarg de la història, en especial de l'antic Egipte, la qual tingué un paper fonamental en el culte a la mort. Per aquesta raó, hi destaca una nombrosa aportació en aquesta temàtica, culminada amb tres exemplars del valuós llibre The Temple of King Sethos I At Abydos de l'autora Amice Calverley. A més, també es troben llibres d'arreu del món i escrits en diferents idiomes per poder ampliar la mirada a diferents temàtiques que tractin la mort, com la psicologia, l'antropologia, la fotografia, etc.
Recentment, la Biblioteca Funerària s'ha integrat dins del sistema de biblioteques i fons departamentals de l'Ajuntament de Barcelona, el qual ha permès una major difusió dels seus llibres.